# Grimpa-soques de Zimmer
El grimpa-soques de Zimmer (Dendroplex kienerii) és una espècie d'ocell de la família dels furnàrids (Furnariidae).

## Hàbitat i distribució
Habita la selva humida pròxima a l'Amazones i tributaris.